# Черкаський міський зоопарк
Черка́ський міськи́й зоологічний парк «Roshén» — міський зоологічний парк загальнодержавного значення в Черкасах.

## Історія
Заснований 1 травня 1979 року на базі зоокуточка станції юних натуралістів. Тоді його територія становила 3,7 гектарів. До моменту відкриття його колекція налічувала 86 видів тварин.

### Співпраця з корпорацією «ROSHEN»

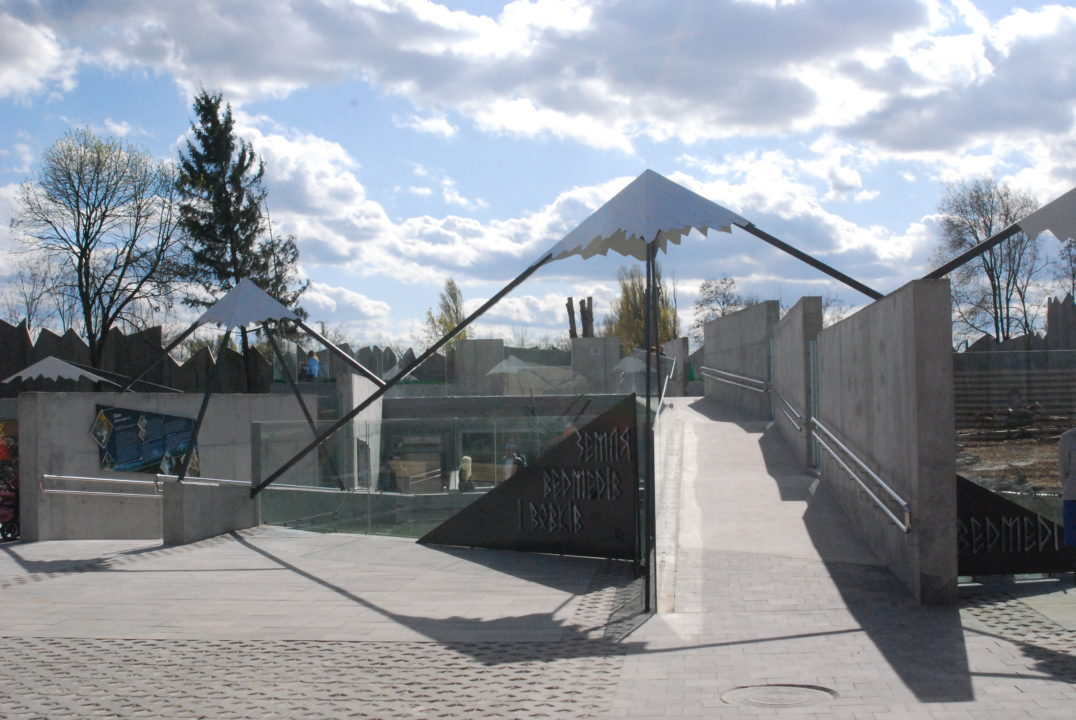

#### «Земля вовків і ведмедів» (2017)
15 квітня 2017 року за фінансування Кондитерської корпорації «Roshen» було відкрито нову експозицію «Землю вовків і ведмедів», рівень якої відповідає кращим зоопаркам Європи. Вартість будівництва склала 20,5 млн гривень. Площа відкритих вольєрів становить 2,5 тисячі квадратних метрів, вони розраховані на 2 ведмедів, 5-6 вовків та 5-6 видр. Окрім цього був побудований цілий блок вольєрів і приміщень для перетримки та карантинування інших тварин.  Видри у зоопарку з’явилися вперше й спеціально для них побудували окремий басейн. На відміну від класичного експонування, спостерігати за тваринами можна одразу з декількох рівнів, тож глядач знаходиться в центрі кожної зони, тому не виникає відчуття відмежованого простору. Також, біля входу до експозиції був споруджений сучасний дитячий майданчик. Раніше вовки та ведмеді були змушені жити в тісних клітках з бетонною підлогою та залізними ґратами, в якості нагадування про це було вирішено перетворити колишню клітку бурого ведмедя, як знак неволі на одну з фотозон. За словами директора зоопарку Євгена Вана, в нього вже давно з’явилася ідея створення нового комплексу для тварин:
Ідея такого комплексу у мене з’явилася ще у 2012 році. Наразі там розміщені два ведмеді. Це пара. Є дві видри і буде ще дві. Також утримуємо двох самців вовків. Вони вже старі. Тож ми очікуємо на поповнення від вовчиць з луцького та одеського зоопарків, які невдовзі мають народити. Нові вовки у нас з’являться приблизно через півроку. Це буде зграя виключно з самців. Якщо буде самка, то вони можуть позагризати один одного.

## Опис
Володіючи скромними фінансовими можливостями, а найголовніше — маючи невелику площу, Черкаський зоопарк не в змозі підтримувати на гарному рівні колекцію крупних тварин, тому, при формуванні видового складу зоопарку перевага надається тваринам невеликого розміру, для яких на обмеженій площі можна створити оптимальні умови для утримання, розмноження та експонування.
Зараз площа зоопарку складає 4,37 га. Підпорядкований департаменту освіти та гуманітарної політики і є природоохоронною, культурно-освітньою та науково-дослідною установою. На сьогодні колекція зоопарку нараховує понад 270 видів тварин з різних куточків нашої планети.
Спеціалізація Черкаського зоопарку: тварини тераріумної групи та тварини лісової і лісостепової зон фауни України.
На території зоопарку працюють такі комплекси: «Мадагаскар», «Земля ведмедів і вовків», «Акватераріум», «Папуги», «Експозиція пеліканів» та ін.
Для забезпечення стабільної роботи зоопарку як природоохоронної, науково-дослідної, просвітницької організації були визначені наступні пріоритети:
- розширення території зоопарку;
- розвиток експозиції тварин і створення оптимальних умов для утримання та експонування впродовж всього року;
- впровадження сучасних технічних систем для забезпечення теплом, водою і електроенергією;
- створення комфортних умов відвідувачам зоопарку впродовж всього року;
- участь в наукових проектах по дослідженню біології тварин в штучно створених умовах;
- популяризація зоопарку, як унікального туристичного об'єкту, просвітницького, наукового і культурного закладу.

Зоопарк є дійсним членом УАЗА.

### Відвідування
Час роботи: без вихідних, в осінньо-зимовий період з 10.00 до 17.00, весняно-літній період з 9.00 до 19.00.

## Фотогалерея

Тварини зоопарку
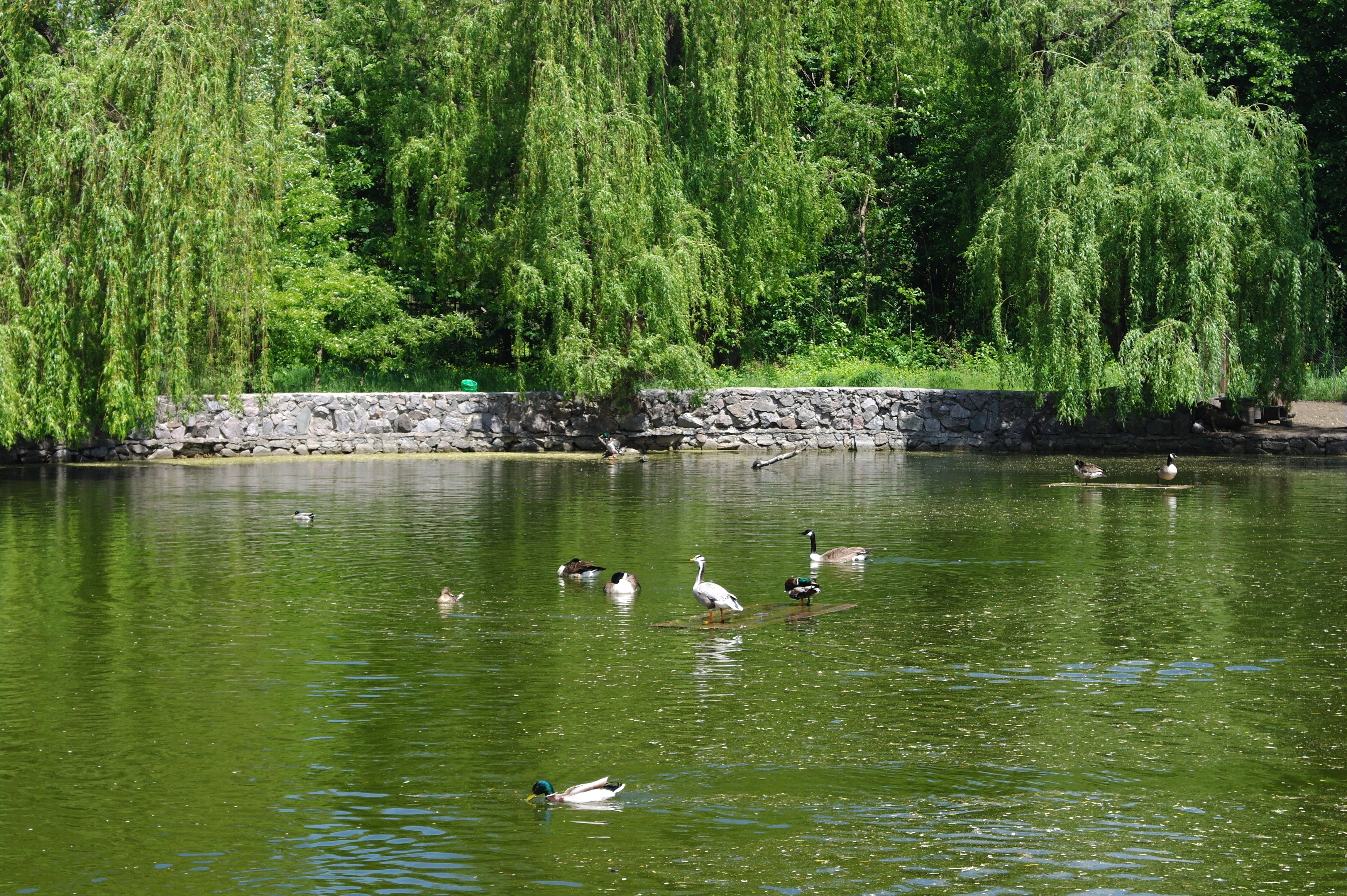
Штучне озеро
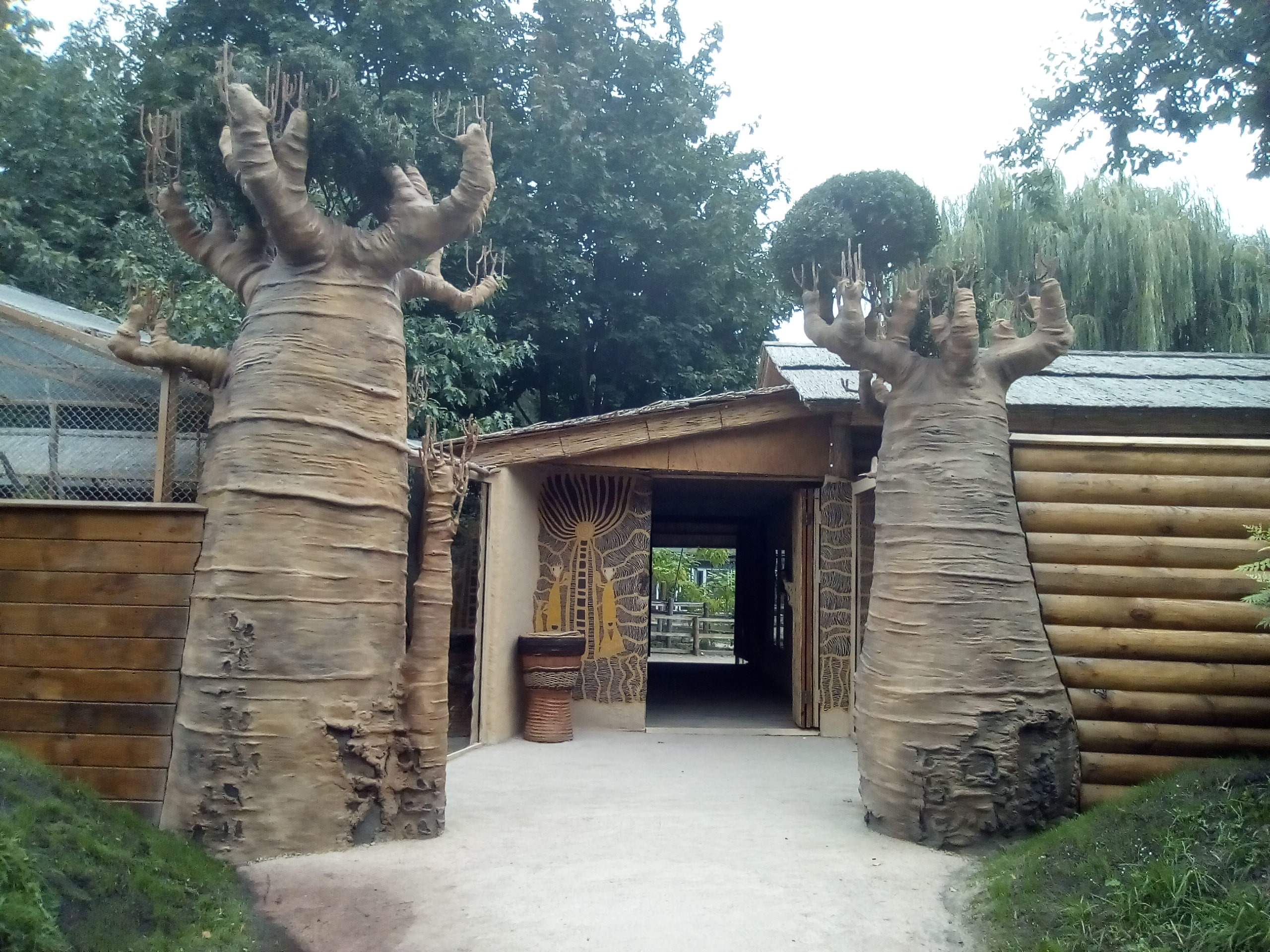
Комплекс "Мадагаскар"
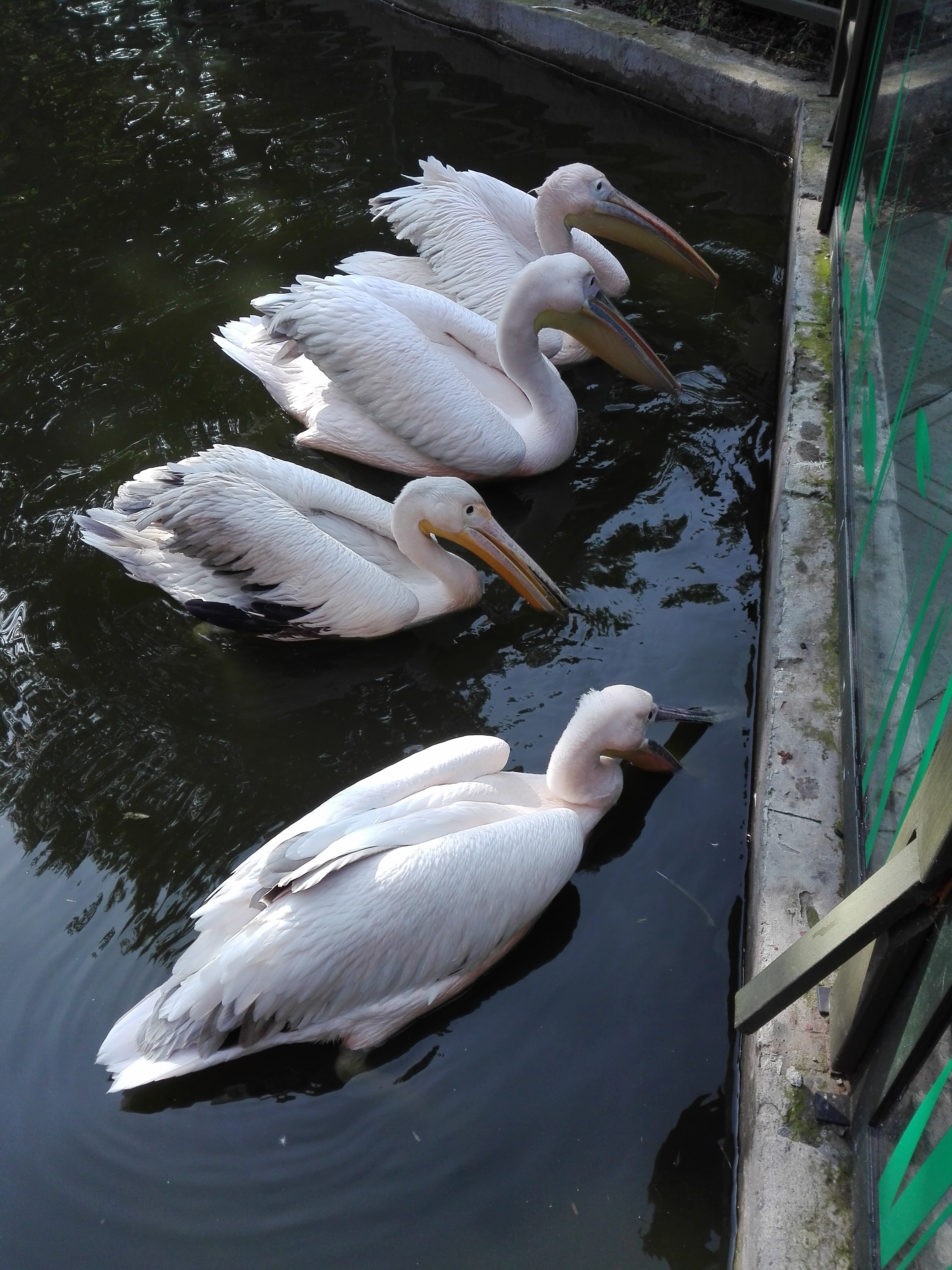
Експозиція пеліканів
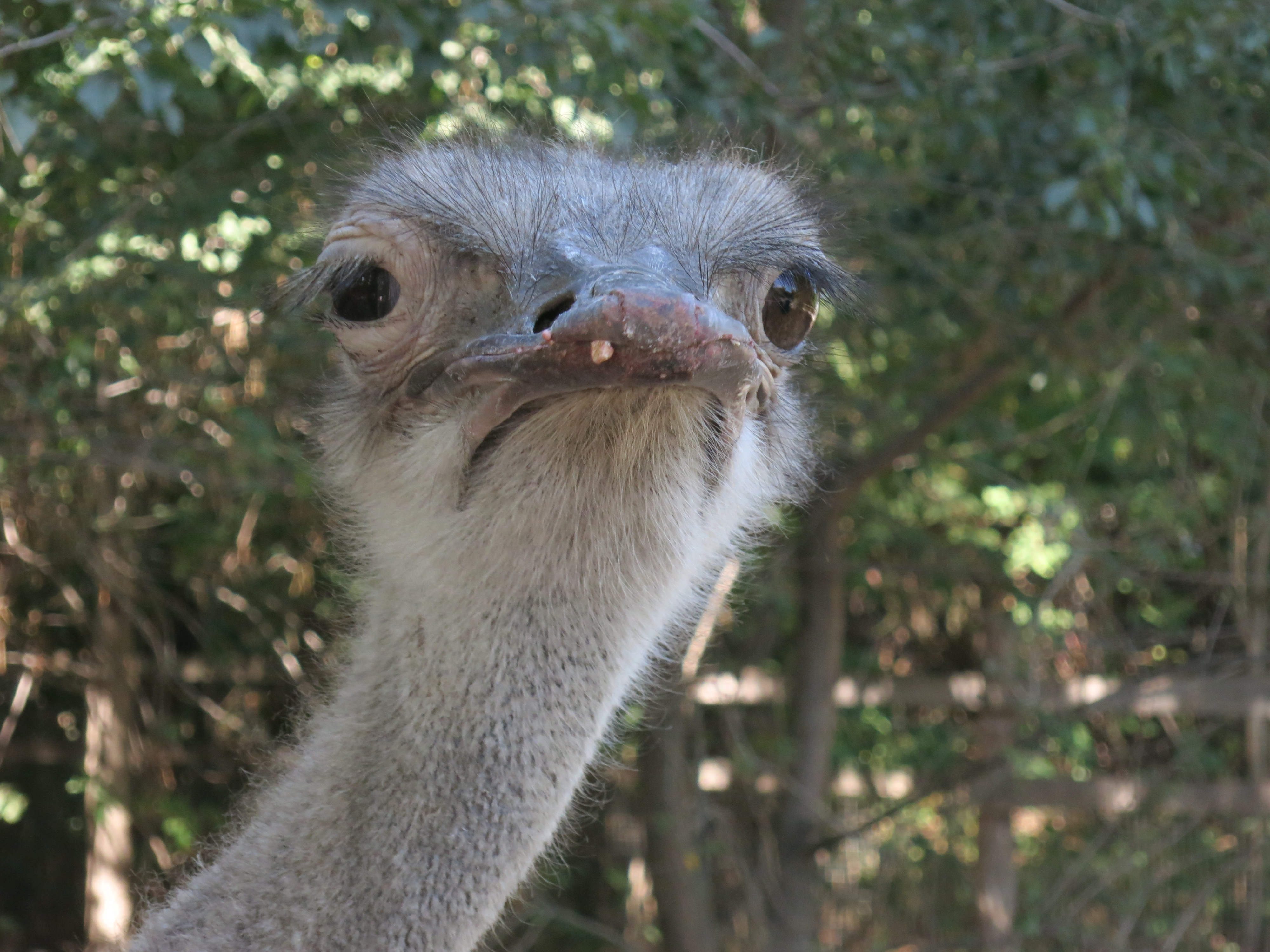
Страус анфас
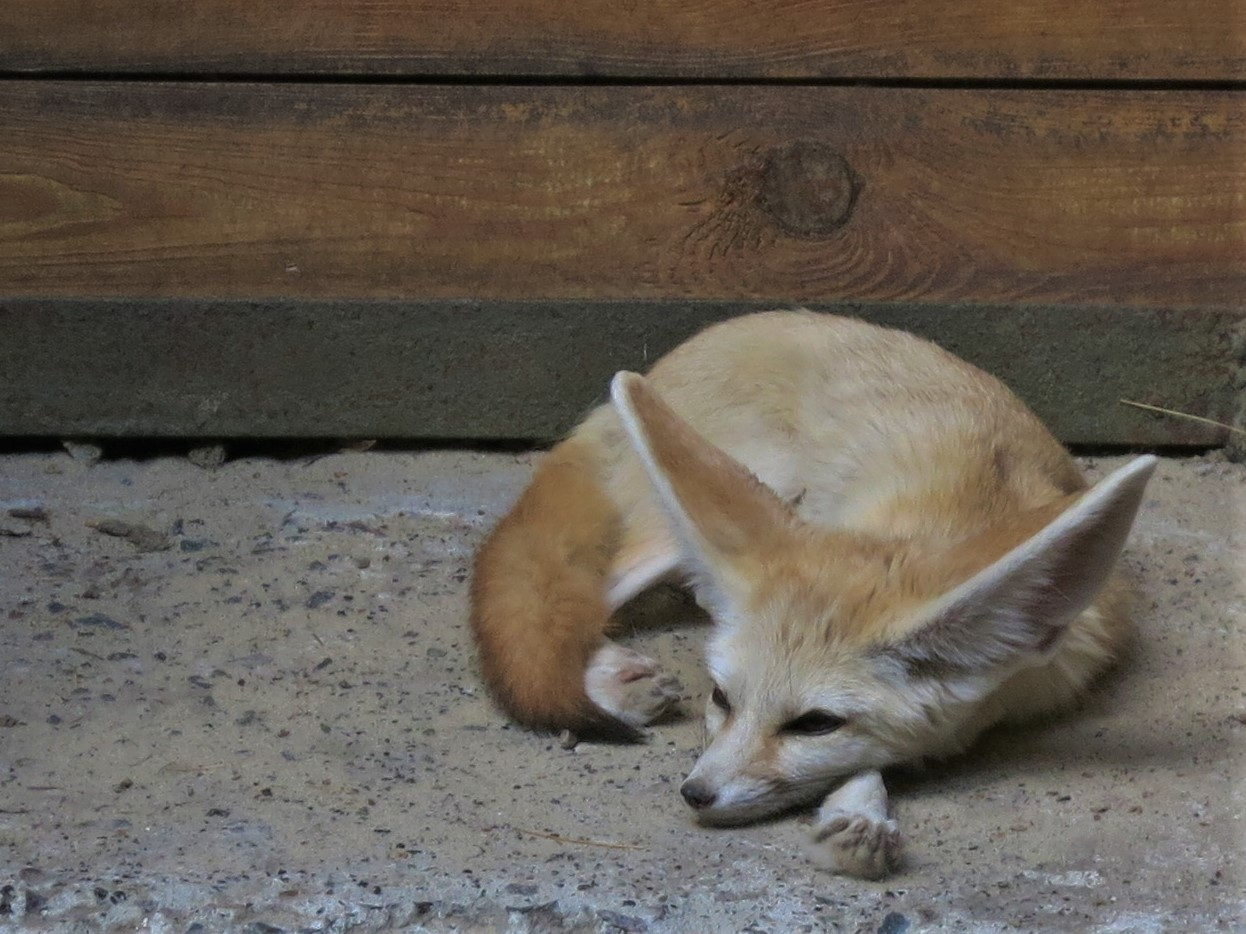
Мініатюрна пустельна лисиця фенек
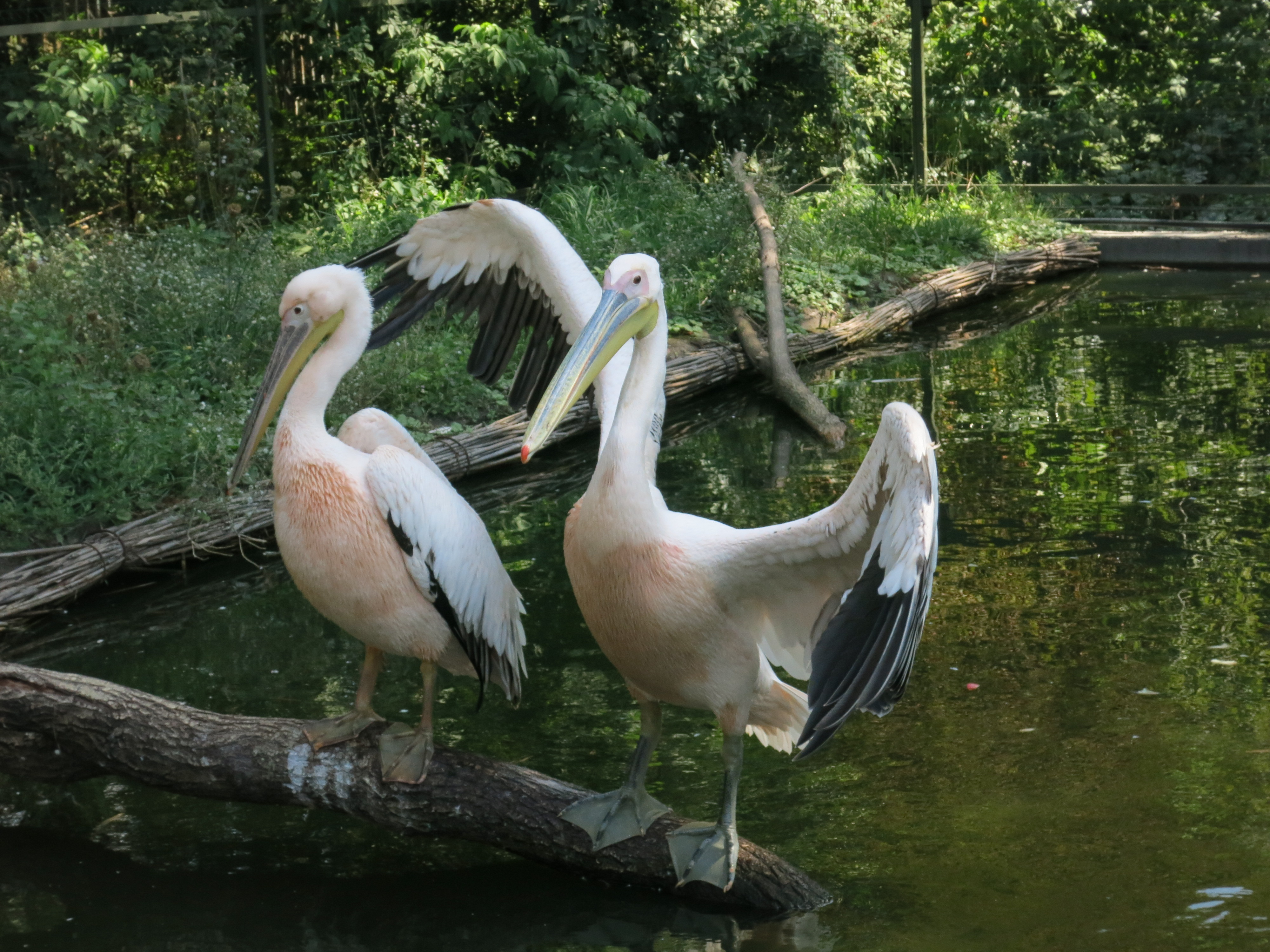
Пелікани
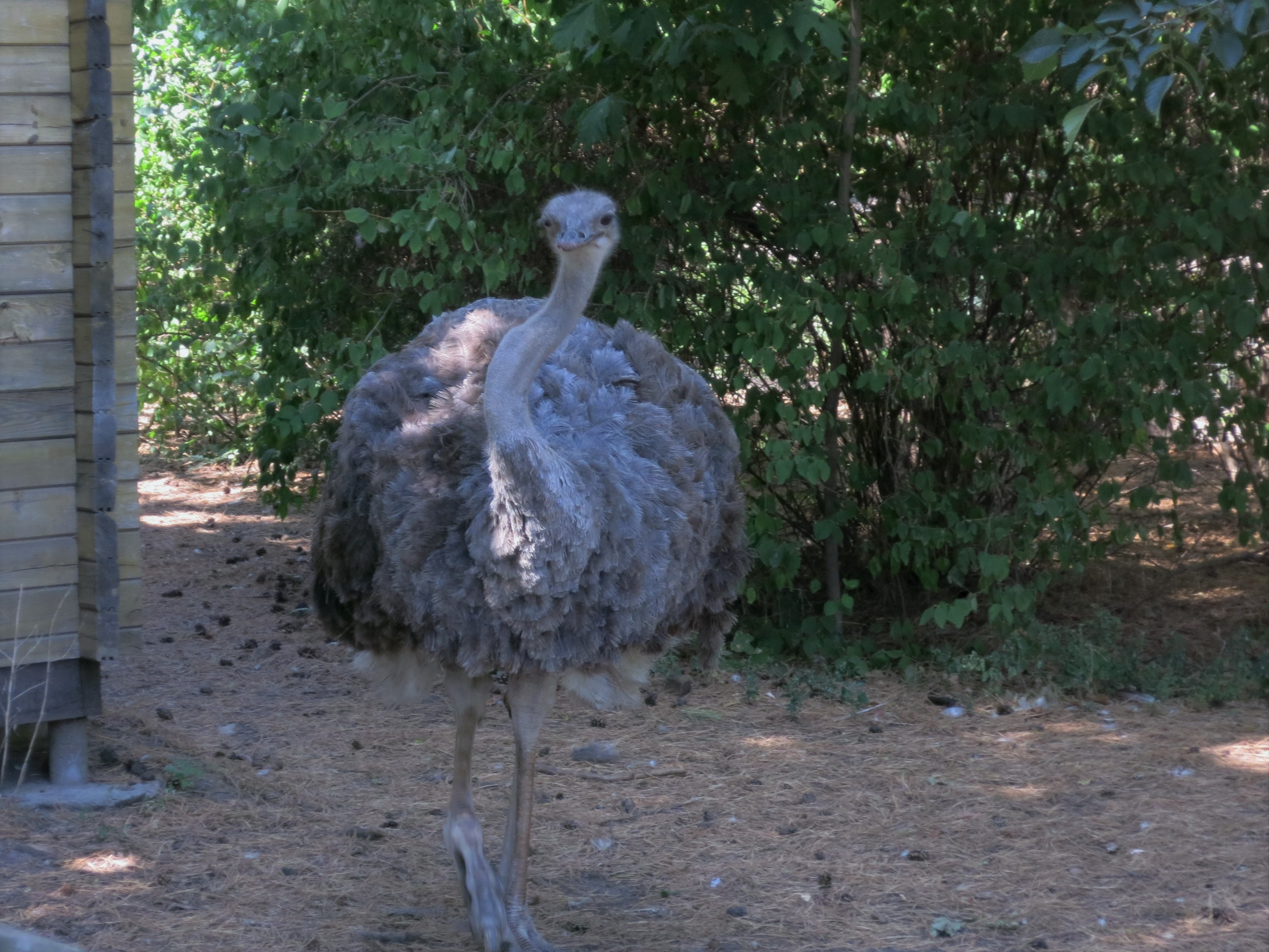
Страус анфас
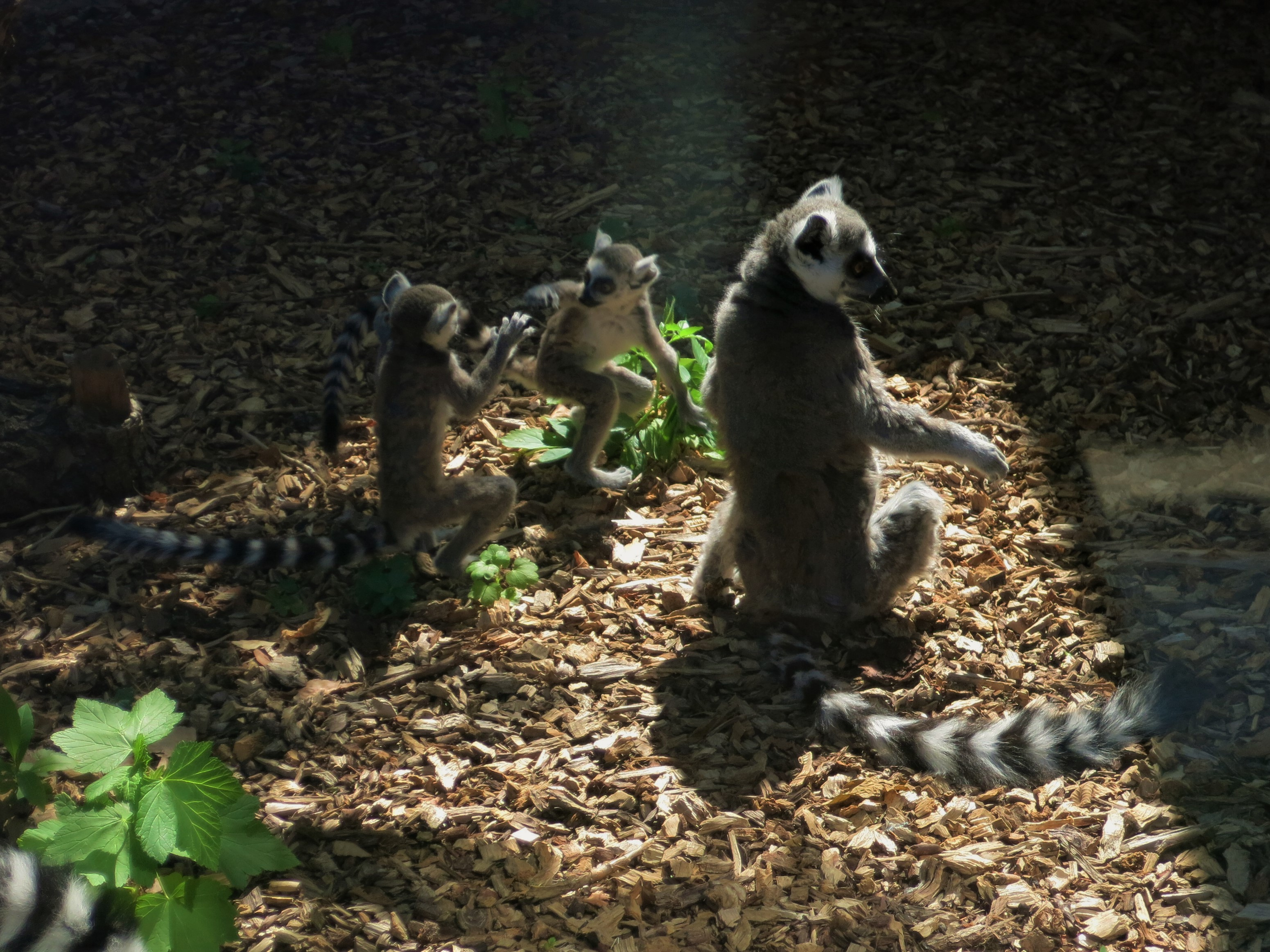
Лемури котячі
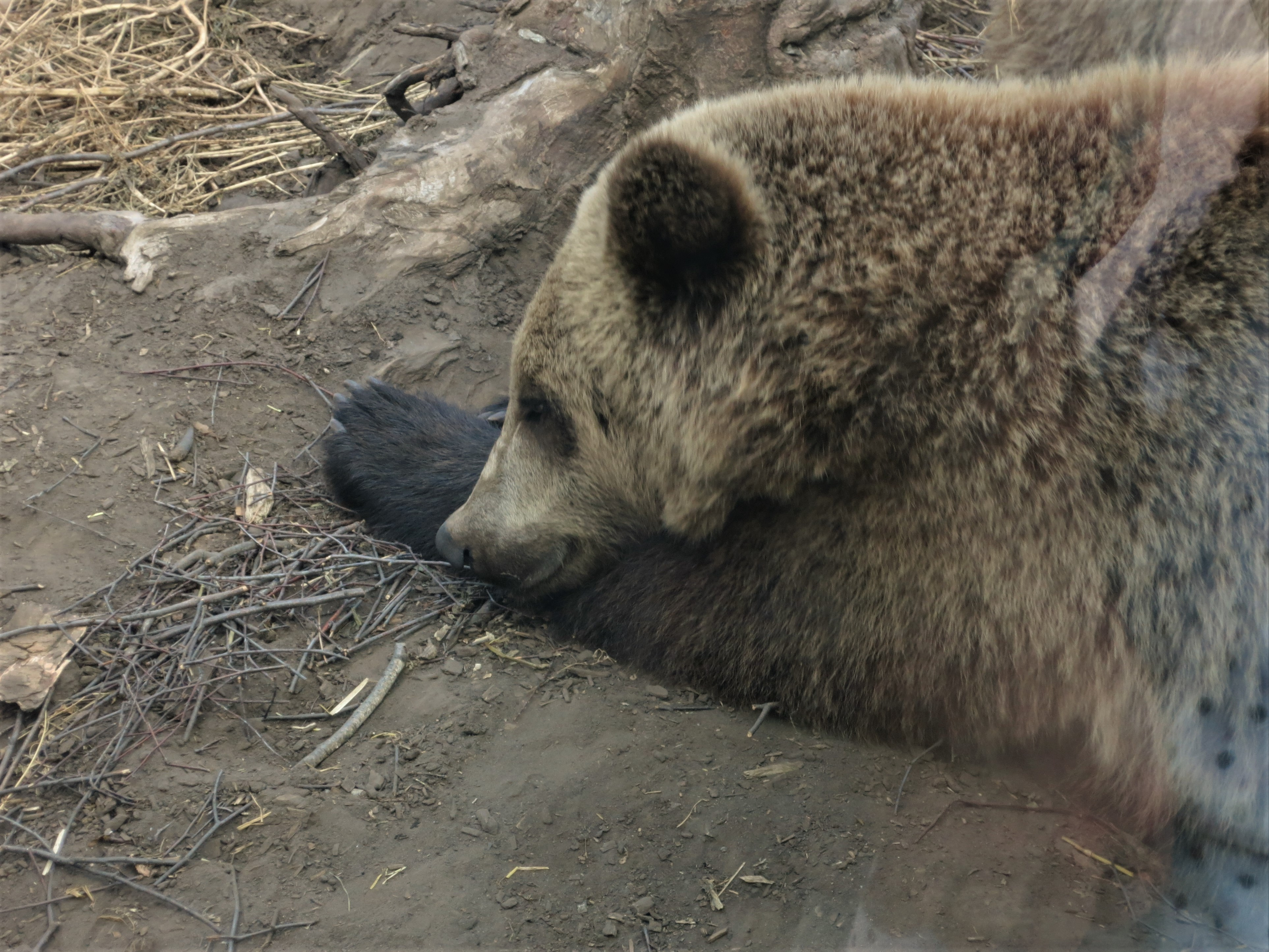
Ведмідь бурий
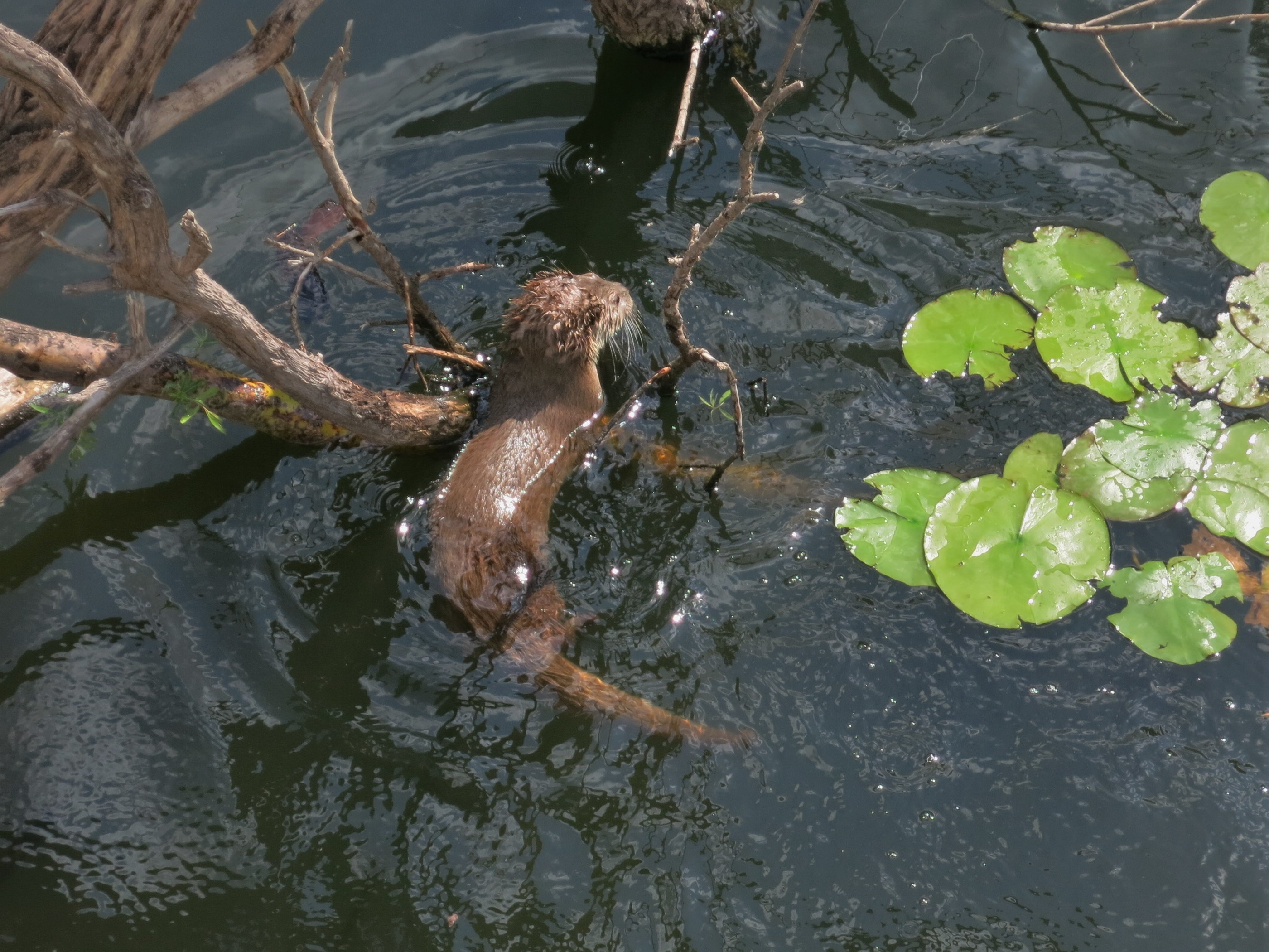
Видра річкова
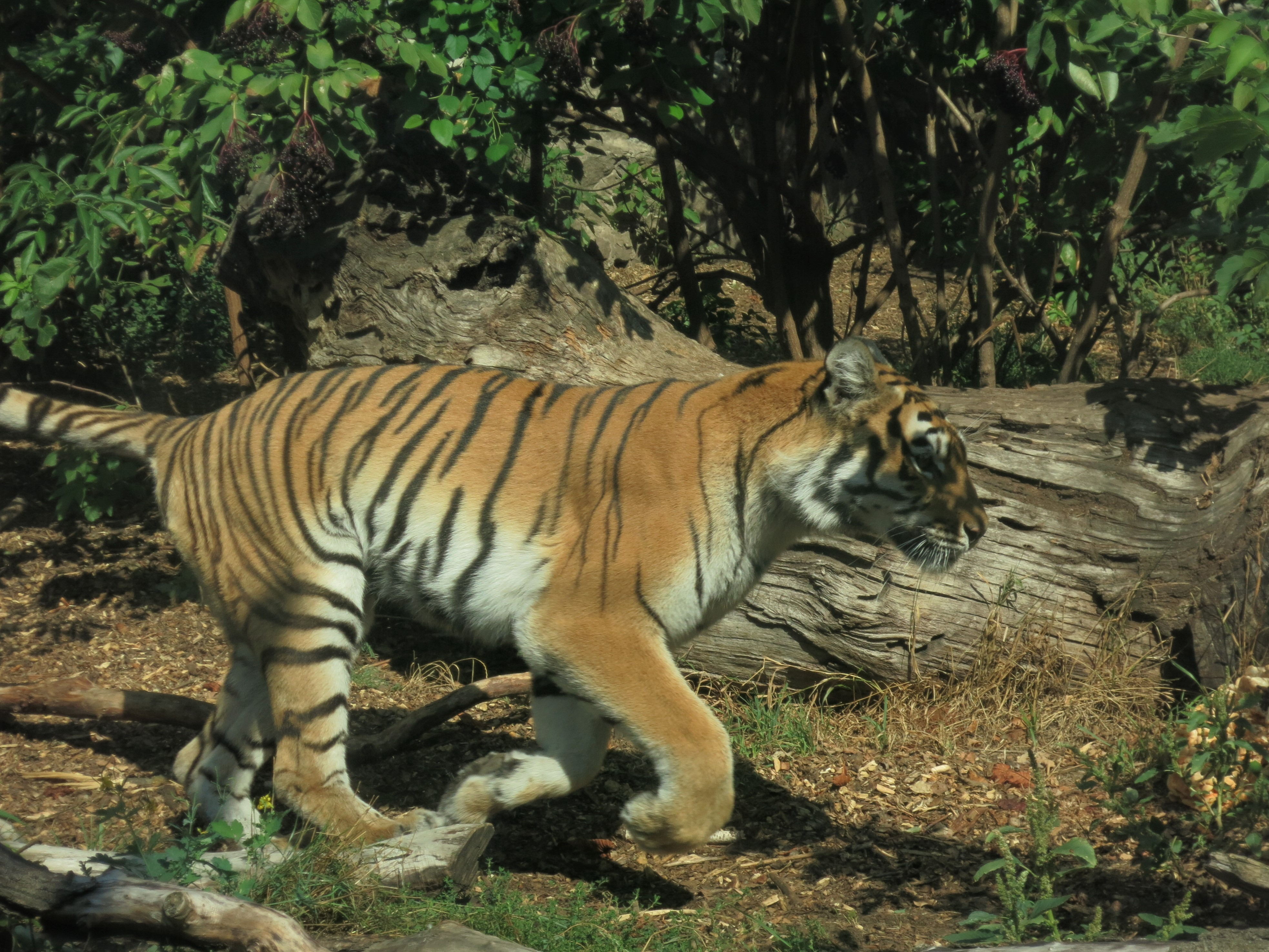
Тигр амурський
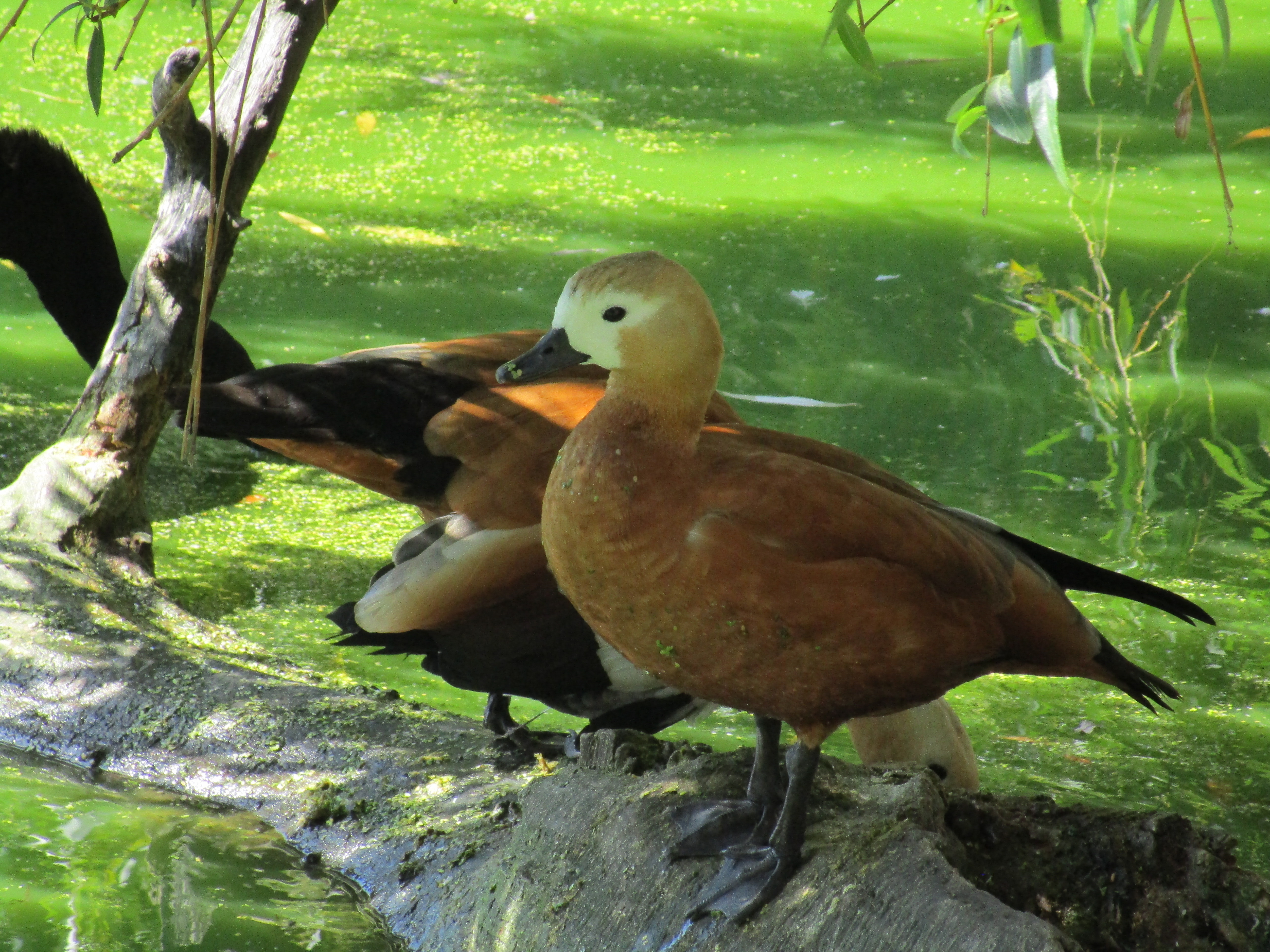
Огар
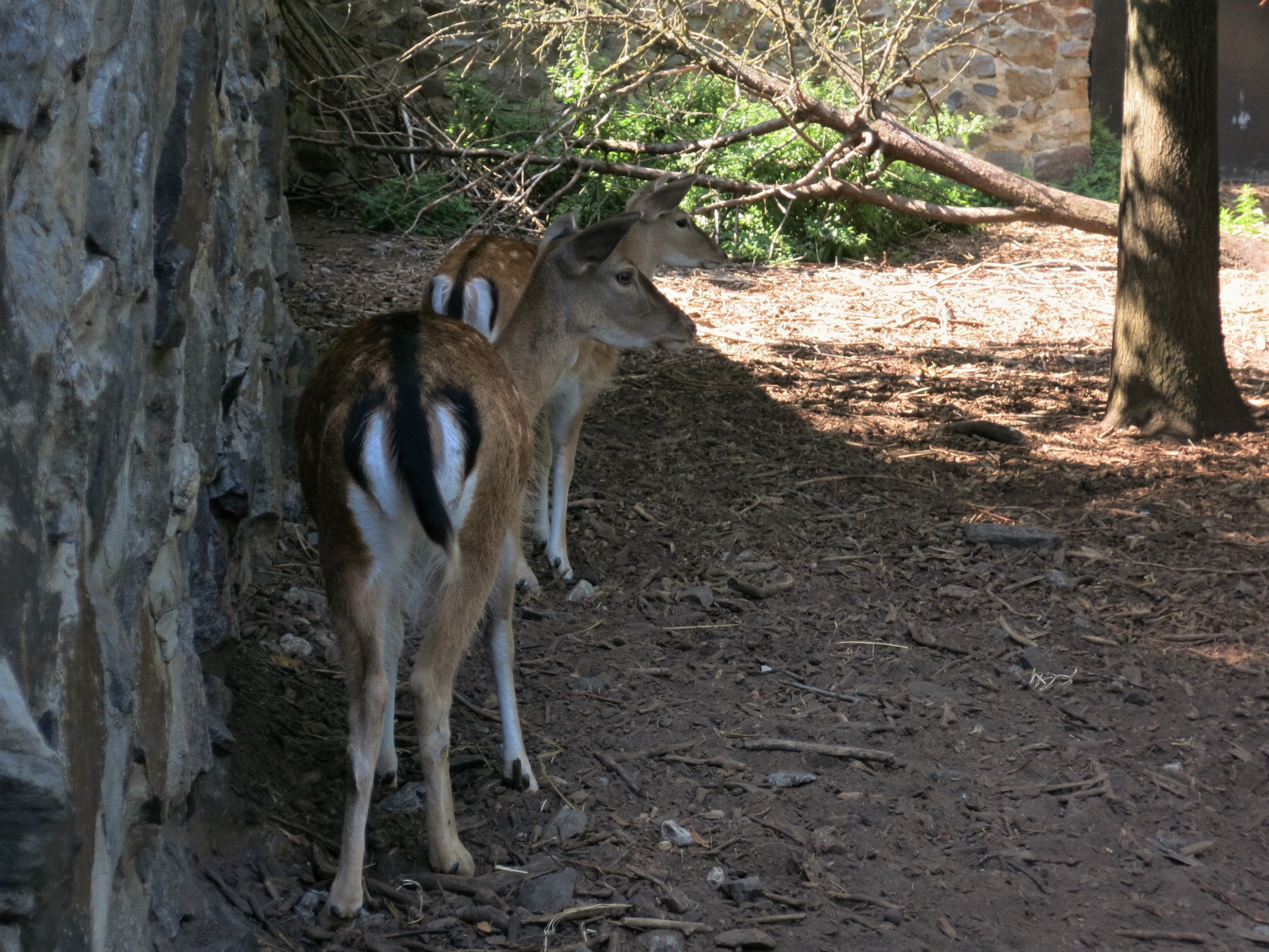
Лань
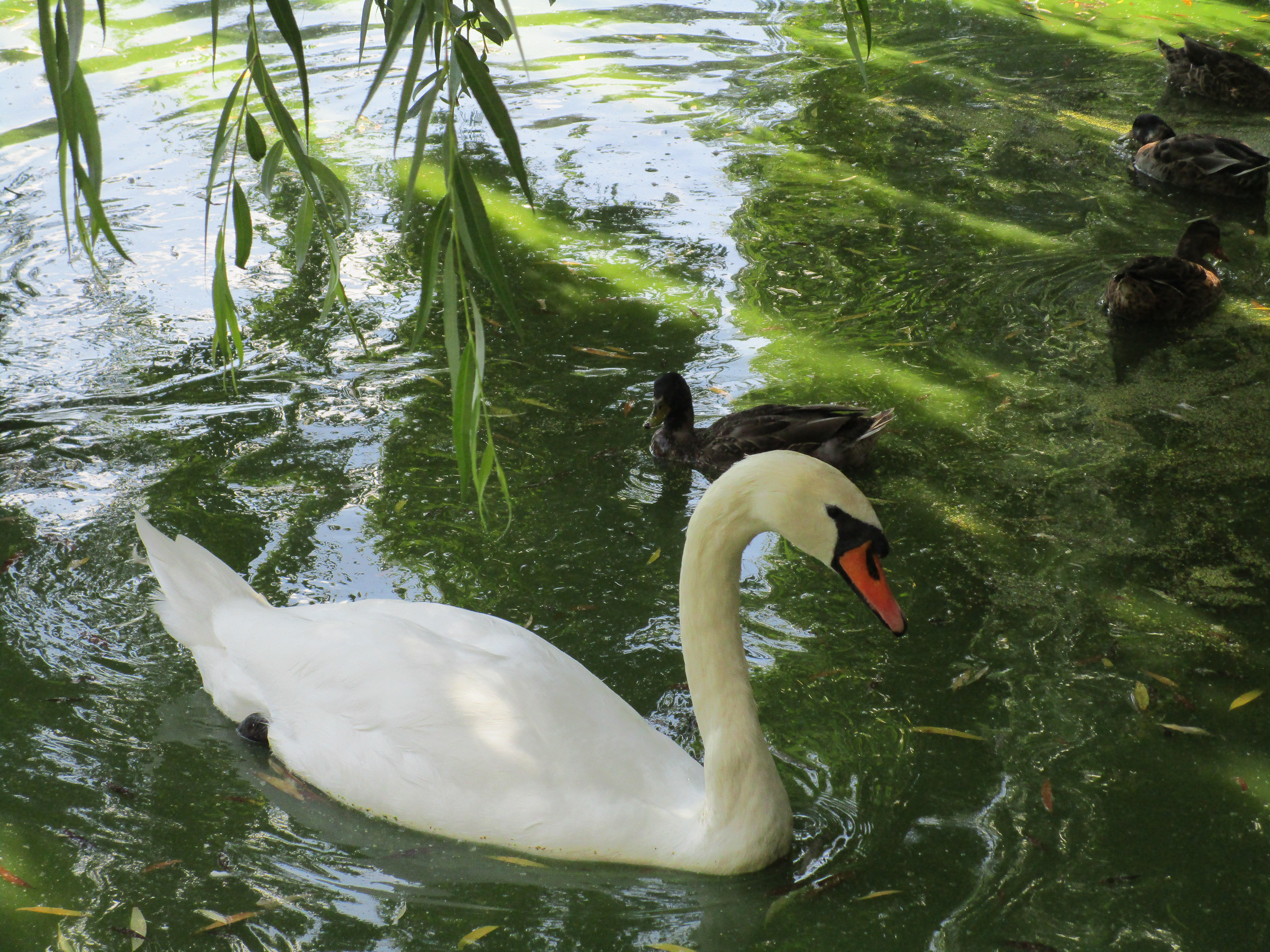
Лебідь-шипун